# Brut de femme
Albums de Diam's
Premier Mandat
(1999) Dans ma bulle
(2006)
Singles
1. DJ
2. Incassable
3. Evasion

Brut de femme est le deuxième album de Diam's sorti en mai 2003, lauréat des Victoires de la musique 2004 dans la catégorie album rap/hip hop de l'année.

## Développement
À l'origine, un projet initial prévu courant 2002 intitulé 1980 devait être publié mais à la suite de la restructuration d'EMI et de divergences, le projet ne verra pas le jour mais certains titres seront retravaillés et se retrouveront sur cet album. 

## Titres
| 1.  | Intro                       | Diam's                              |                  | 0:38 |
| 2.  | Incassables                 | Diam's, Saïd Nabil                  | Sayd des Mureaux | 4:04 |
| 3.  | Mon répertoire              | Diam's, S. Nabil                    | Sayd des Mureaux | 5:29 |
| 4.  | Cruelle à vie               | Diam's, XLR                         | XLR              | 6:32 |
| 5.  | DJ                          | Diam's, Trist's, Pablo Beltrán Ruiz | Trist's          | 4:29 |
| 6.  | Madame qui ?                | Djimi Finger, Lino                  | Djimi Finger     | 3:56 |
| 7.  | 1980                        | Diam's, DJ Maître                   | Tefa, DJ Maître  | 3:40 |
| 8.  | Où je vais                  | Diam's, Laure Milan, Ludo S.        | Ludo S.          | 4:51 |
| 9.  | Vénus                       | Diam's                              | Diam's           | 2:46 |
| 10. | Ma souffrance               | Diam's, DJ Maître                   | Tefa, DJ Maître  | 5:44 |
| 11. | Évasion (feat. China Moses) | Diam's, China, Pone                 | Pone             | 5:03 |
| 12. | Amoré (feat. Laure Milan)   | Diam's, Diesel                      | Diesel           | 4:19 |
| 13. | Daddy                       | Diam's, Yvan                        | Yvan             | 4:30 |
| 14. | Parce que                   | Diam's, Mass, Diesel                | Diesel           | 4:02 |
| 15. | Suzy (2003)                 | Diam's, 20Syl                       | 20Syl            | 4:13 |

## Classement
| Classement (2003-04)         | Meilleure position |
| ---------------------------- | ------------------ |
| Belgique (Wallonie Ultratop) | 45                 |
| France (SNEP)                | 7                  |

## Certification
| Région                                                                                                 | Certification | Ventes/Streams |
| --- | ------------- | -------------- |
| France (SNEP)                                                                                          | Or            | 100 000        |
| *Ventes selon la certification ^Mise en rayon selon la certification xNon précisé par la certification |               |                |